# Gaz Choudhry
Ghazain « Gaz » Choudhry, né le 13 juin 1985 à Karachi (Pakistan), est un joueur britannique de basket-ball en fauteuil roulant classé 4.0 point player (en), originaire du Pakistan. Il est membre de l'équipe de Grande-Bretagne de basket-ball en fauteuil roulant, avec laquelle il a remporté quatre titres de champion d'Europe, dont trois consécutifs (2011, 2013 et 2015), et participé aux mondiaux 2010 et 2014.